# Nyce Da Future
Nyce Da Future est un rappeur américain, originaire de Jamaica dans le Queens et proche d'Infamous Music et de G-Unit Records.

## Carrière
C'est après avoir écouté Mobb Deep, Nas, le Wu-Tang Clan, The Notorious B.I.G. ou encore 2Pac que Nyce s'est mis à faire des freestyles qui l'ont fait connaître.

## Discographie

### Mixtapes
- 2006 : Natural Born
- 2007 : War Over Peace Vol. 2
- 2008 : NBK Volume 3: United We Stand Divided We Fall

### Singles
- 2007 : Curious
- 2008 : I Get High
- 2008 : Repercussions
- 2009 : Never Forget Me
- 2009 : Dipset Eulogy (Cam'ron Diss)
- 2011 : Run the City (featuring Prodigy et Trae Tha Truth)